# Stefan Kreiner
Stefan Kreiner (n. 30 octombrie 1973, Feldkirch, Vorarlberg, Austria) este un sportiv ce a reprezentat Austria, medaliat olimpic. A participat la o ediție a Jocurilor Olimpice (1992) în care a câștigat o medalie de bronz.

## Participări
Lista de mai jos prezintă principalele competiții la care a participat Stefan Kreiner de-a lungul carierei.
- Nordic combined at the 1992 Winter Olympics – team[*]